# Championnats d'Asie d'aviron
Les Championnats d'Asie d'aviron sont une compétition d'aviron où s'affrontent les représentants des pays asiatiques dans le cadre d’un certain nombre d’épreuves.

## Éditions
| N° | Édition | Ville hôte | Pays hôte    | Dates                      |
| -- | ------- | ---------- | ------------ | -------------------------- |
| 1  | 1985    | Sha Tin    | Hong Kong    |                            |
| 2  | 1987    | Shanghai   | Chine        |                            |
| 3  | 1989    | Chandigarh | Inde         |                            |
| 4  | 1991    | Tokyo      | Japon        |                            |
| 5  | 1993    |            | Corée du Sud |                            |
| 6  | 1995    |            | Chine        |                            |
| 7  | 1997    |            | Taïwan       |                            |
| 8  | 1999    | Naganuma   | Japon        | du 14 au 16 octobre 1999   |
| 9  | 2001    | Xi'an      | Chine        | du 23 au 27 septembre 2001 |
| 10 | 2003    |            | Chine        |                            |
| 11 | 2005    | Hyderabad  | Inde         | du 20 au 23 octobre 2005   |
| 12 | 2007    | Chungju    | Corée du Sud | du 16 au 19 octobre 2007   |
| 13 | 2009    | Yilan      | Taïwan       | du 4 au 8 novembre 2009    |
| 14 | 2011    | Hwacheon   | Corée du Sud | du 13 au 17 octobre 2011   |
| 15 | 2013    | Lu'an      | Chine        | du 25 au 29 septembre 2013 |
| 16 | 2015    | Pékin      | Chine        | du 24 au 28 septembre 2015 |
| 17 | 2016    | Jiashan    | Chine        | du 9 au 13 septembre 2016  |
| 18 | 2017    | Pattaya    | Thaïlande    | du 4 au 8 septembre 2017   |
| 19 | 2019    | Chungju    | Corée du Sud | du 23 au 27 octobre 2019   |